# Piaski (jezioro w Puszczy Wkrzańskiej)
Piaski (do 1945 niem. Paatziger See) – jezioro śródleśne w Puszczy Wkrzańskiej, położone na Równinie Wkrzańskiej, w gminie Nowe Warpno, w okolicach Piaskowej Góry (37 m n.p.m.), dużej wydmy, i  szlaku czerwonego Puszczy Wkrzańskiej im. Stefana "Taty" Kaczmarka. 
Długość ok. 800 m, szerokość ok. 400 m, głębokość średnia 1,5 m, powierzchnia 32,2 ha, najmniejsze jezioro w gminie. Jezioro typu linowo-szczupakowego, bezodpływowe. 
Na Piaskowej Górze wybudowano wieżę obserwacyjną, z której można podziwiać panoramę okolic. W pobliżu (ok. 700 m na wschód) leży jezioro Karpino.
Nazwę jeziora Piaski wprowadzono urzędowo rozporządzeniem w 1949 roku.
W 2020 roku z powodu suszy zbiornik całkowicie wysechł.